# Alípio de Miranda Ribeiro
Alípio de Miranda Ribeiro (ur. 21 lutego 1874, zm. 8 stycznia 1939) – brazylijski zoolog. Ojciec ichtiologa Paulo de Miranda Ribeiro (1901–1965). W taksonomii używane są równolegle oznaczenia: „Ribeiro”, „Miranda-Ribeiro” lub „Miranda Ribeiro”.